# کلودین بارتو
کلودین مارگارت کاستلو بارتو (متولد ۲۰ ژوئیه ۱۹۷۹) یک هنرپیشه فیلیپینی است. او که به خاطر تطبیق پذیری بازیگری اش شناخته می‌شود، یکی از پرکارترین بازیگران سرگرمی فیلیپین به حساب می‌آید. او جوایز متعددی از جمله دو جایزه فاماس و یک جایزه ستاره دریافت کرده‌است.
کلودین مارگارت کاستلو بارتو در ۲۰ ژوئیه ۱۹۷۹ در مانیل، فیلیپین به دنیا آمد. او کوچک‌ترین فرزند از هفت فرزند میگل و استرلا «ایندی» بارتو است. کلودین دو خواهر دارد که بازیگر هم هستند: گرچن بارتو و مارجوری بارتو.

## زندگی شخصی
در مارس ۲۰۰۲، یک ماه پس از موفقیت در گیشه فیلمشان باور کردم۲، بارتو شریک زندگی واقعی و چهار ساله خود، ریکو یان، را از دست داد. این بازیگر بر اثر پانکراتیت حاد هموراژیک درگذشت و مرگ او یکی از تکان دهنده‌ترین حوادث نمایشی فیلیپین تلقی شد.
بارتو در ۲۷ مارس ۲۰۰۶ با بازیگر Raymart Santiago ازدواج کرد، اما در سال 2013 طلاق گرفتند. آنها دو فرزند به نام‌های سابینا و سانتینو سانتیاگو دارند. او در سال ۲۰۱۵ کودکی را به فرزندی پذیرفت و نام او را کویا بارتتو گذاشت.

## فعالیت‌های سیاسی
در ۷ اکتبر ۲۰۲۱، کلودین پیشنهاد خود را برای نامزدی به عنوان عضو شورای شهر برای شهر اولانگاپو در انتخابات ۲۰۲۲ تحت حزب سیاسی PDP–Laban رسمی کرد. در ۱۲ آوریل ۲۰۲۲، کلودین حمایت خود را از نامزد ریاست جمهوری بونگبونگ مارکوس در انتخابات ابراز کرد.

## فیلم‌شناسی

### فیلم
| Year | Title                                       | Role                          | Film studio               | Notes |
| ---- | ------------------------------------------- | ----------------------------- | ------------------------- | --- |
| ۱۹۹۲ | کوموستا کا آکینگ محل                        |                               |                           | |
| ۱۹۹۳ | پولیس پاتولا                                |                               |                           | |
| ۱۹۹۳ | خانه در امتداد دا رایل                      | Bing Kosme                    | Star Cinema               | فیلمی بر اساس سریال کمدی موقعیتی |
| ۱۹۹۳ | می منامحال                                  | Pinky                         | Star Cinema               | |
| ۱۹۹۴ | تاونگ گوبات                                 |                               |                           | |
| ۱۹۹۴ | Sige Ihataw Mo!                             |                               |                           | |
| ۱۹۹۴ | Muntik na Kitang Minahal                    | Mariann                       |                           | |
| ۱۹۹۴ | Lagalag: The Eddie Fernandez Story          | Pops Fernandez                |                           | |
| ۱۹۹۵ | Pare Ko                                     | Nadine                        | Star Cinema               | |
| ۱۹۹۵ | Oki Doki Doc: The Movie                     | Toni                          | Star Cinema               | |
| ۱۹۹۶ | Radio Romance                               | Marianne Cordero              |                           | |
| ۱۹۹۶ | May Nagmamahal Sa'yo                        |                               |                           | |
| ۱۹۹۶ | Mangarap Ka                                 | Jenny                         | Star Cinema               | |
| ۱۹۹۶ | Madrasta                                    | Rachel                        | Star Cinema               | |
| ۱۹۹۷ | Home Along Da Riles 2                       | Bing Kosme                    | Star Cinema               | |
| ۱۹۹۷ | Calvento Files: The Movie                   | Valerie                       | Star Cinema               | عنوان: Balintuwad. با بازی Mula sa Puso, Diether Ocampo. |
| ۱۹۹۷ | F.L.A.M.E.S. : The Movie                    | Karina                        | Star Cinema               | عنوان: پانگاکو با ریکو یان همبازی Mula sa Puso. |
| ۱۹۹۸ | Dahil Mahal na Mahal Kita                   | Carmela "Mela" Ocampo         |                           | |
| ۱۹۹۹ | Mula sa Puso: The Movie                     | Olivia "Via" Pereira-Maglayon | Star Cinema               | نسخه فیلم بر اساس مجموعه درام تلویزیونی. |
| ۱۹۹۹ | Soltera                                     | Liza                          | Star Cinema               | با دیتر اوکامپو همبازی Mula sa Puso متحد شد. نامزد - جایزه FAP برای بهترین بازیگر نقش مکمل زن با بازی Diamond Star Maricel Soriano |
| ۲۰۰۰ | Anak                                        | Carla                         | Star Cinema               | نقش اصلی با ویلما سانتوس بازیگر کهنه‌کار. |
| ۲۰۰۱ | Oops! Teka Lang... Diskarte Ko 'To          | Marian                        |                           | |
| ۲۰۰۲ | Got 2 Believe                               | Antonia "Toni" Villacorta     | Star Cinema               | آخرین فیلم با ریکو یان قبل از مرگش. حدود یک ماه قبل از مرگ یان منتشر شد. با همبازی Mula sa Puso متحد شد. جایزه سرگرمی باکس آفیس GMMSF برای ملکه باکس آفیس |
| ۲۰۰۲ | Kailangan Kita                              | Lena Duran                    | Star Cinema               | جایزه FAP Luna برای بهترین بازیگر زن جایزه سرگرمی باکس آفیس GMMSF برای ملکه باکس آفیس نامزد – جایزه فاماس برای بهترین بازیگر زن نامزد - جایزه FAP برای بهترین بازیگر زن نامزد – جایزه گاوارد اوریان برای بهترین بازیگر زن نامزد - جایزه ستاره PMPC برای فیلم برای بهترین بازیگر زن فیلم سال |
| ۲۰۰۴ | میلان                                       | Jenny                         | Star Cinema               | جایزه فاماس برای بهترین بازیگر زن جایزه FAP برای بهترین بازیگر زن جایزه سرگرمی باکس آفیس GMMSF برای ملکه باکس آفیس نامزد – جایزه گاوارد اوریان برای بهترین بازیگر زن نامزد - جایزه ستاره PMPC برای فیلم برای بهترین بازیگر زن فیلم سال                                                      |
| ۲۰۰۵ | Nasaan Ka Man                               | Pilar                         | Star Cinema & Cinemedia   | جایزه فاماس برای بهترین بازیگر زن جایزه گاوارد پاسادو برای بهترین بازیگر زن جایزه ماریا کلارا برای بهترین بازیگر زن جایزه ستاره PMPC برای فیلم برای بهترین بازیگر زن سینما نامزد - جایزه FAP Luna برای بهترین بازیگر زن نامزد - جایزه گاواد اوریان برای بهترین بازیگر زن                    |
| ۲۰۰۵ | Dubai                                       | Faye                          | Star Cinema               | جایزه ماریا کلارا برای بهترین بازیگر زن نامزد - جایزه طلایی صفحه نمایش ENPRESS برای بهترین بازیگر نقش مکمل زن نامزد - جایزه FAP Luna برای بهترین بازیگر زن |
| ۲۰۰۶ | Sukob                                       | Diana                         | Star Cinema               | شماره ۳ پرفروش‌ترین فیلم فیلیپینی تمام دوران جایزه سرگرمی باکس آفیس GMMSF برای باکس آفیس ملکه (به اشتراک گذاشته شده با کریس آکینو) نامزد – جایزه فاماس برای بهترین بازیگر زن نامزد – جایزه گاواد پاسادو برای بهترین بازیگر زن                                                                |
| ۲۰۱۰ | Noy                                         | Herself/Cameo                 | Star Cinema               | |
| ۲۰۱۰ | In Your Eyes                                | Ciara delos Santos            | GMA Films & VIVA Films    | نامزد - جایزه FAP Luna برای بهترین بازیگر زن |
| ۲۰۱۵ | Etiquette for Mistresses                    | Chloe Zamora                  | Star Cinema               | بازگشت با ستاره سینما و پروژه اتحاد مجدد با کریس آکینو پس از سوکوب. |
| ۲۰۲۲ | Deception                                   | Rose                          | Borracho Film Production  | پروژه اتحاد مجدد با مارک آنتونی فرناندز پس از Mangarap Ka; به کارگردانی جوئل لامانگان. |
| ۲۰۲۲ | Mamasapano: Now It Can Be Told              | Erica Pabalinas               | VIVA Films                | نقش ویژه |
| ۲۰۲۳ | Loyalista: The Untold Story of Imelda Papin | Imelda Papin                  | QueenStar Film Production | |

### تلویزیون
| سال                 | عنوان                                                | نقش(ها)                                          | شبکه       |
| ------------------- | ---------------------------------------------------- | ------------------------------------------------ | ---------- |
| ۱۹۹۲–۱۹۹۶           | تلویزیون                                             | خودش                                             | ABS-CBN    |
| ۱۹۹۲–۱۹۹۷           | خانه در طول دا ریلز                                  | بنگ کوسم                                         | ABS-CBN    |
| ۱۹۹۳–۱۹۹۸ ۱۹۹۹–۲۰۰۰ | اوکی دوکی دکتر                                       | تونی                                             | ABS-CBN    |
| ۱۹۹۳–۱۹۹۸           | پالیباس لالاکه                                       | تریسی / مهمان                                    | ABS-CBN    |
| ۱۹۹۳                | مالالا مو کایا: واکمن                                |                                                  | ABS-CBN    |
| ۱۹۹۳                | مالالا مو کایا: ترپو                                 | روزا                                             | ABS-CBN    |
| ۱۹۹۳                | مالالا مو کایا: در بوگ بوگ                           |                                                  | ABS-CBN    |
| ۱۹۹۵–۲۰۰۹ ۲۰۱۵–۲۰۲۲ | هر چه زودتر                                          | هم میزبان / اجراگر                               | ABS-CBN    |
| ۱۹۹۶                | مالالا مو کایا: کارت ولنتین                          | استلا                                            | ABS-CBN    |
| ۱۹۹۶                | مالالالا مو کایا: پیاهرام این یک روز بازم            |                                                  | ABS-CBN    |
| ۱۹۹۶–۱۹۹۷           | نمایشگاه ستاره‌های درامای تئاتر: کلودین               | نقش‌های مختلف                                     | ABS-CBN    |
| ۱۹۹۷–۱۹۹۹           | Mula sa Puso                                         | اولیویا "ویاً پریرا                               | ABS-CBN    |
| ۱۹۹۸                | وانسپاناتیم: پامانا نی لولا Gare                     |                                                  | ABS-CBN    |
| ۱۹۹۹–۲۰۰۱           | سان ک مان نارورون                                    | روزاریو / روز ماری / روزند                       | ABS-CBN    |
| ۲۰۰۱–۲۰۰۳           | Sa Dulo ng Walang Hanggan                            | آنجیلین مونتنه گرو-کریسوتومو / آنجیلین           | ABS-CBN    |
| ۲۰۰۲                | وانسپاناتیم: ستار                                    | استارا                                           | ABS-CBN    |
| ۲۰۰۳–۲۰۰۴           | پترپو                                                | میگ                                              | ABS-CBN    |
| ۲۰۰۴                | مارینا                                               | مارینا اگواس / کریستینا ستو دومینگو              | ABS-CBN    |
| ۲۰۰۵                | تو این همه میگی                                      | نیا کروز فونتانیلا                               | ABS-CBN    |
| ۲۰۰۶                | هدیه‌های جادویی ستاره‌ها: عکس‌های خانوادگی              | گوان                                             | ABS-CBN    |
| ۲۰۰۶                | قسمت تلویزیون آهنگ شما خدا به شما خوشبختی کند آقایان | مهمان قسمت با پیولو پاسکوال                      | ABS-CBN    |
| ۲۰۰۷                | والانگ کاپالیت                                       | ملانی سانتیلیان                                  | ABS-CBN    |
| ۲۰۰۸                | سینسری پیشکش: مالینو                                 | آنجلا کورتز                                      | ABS-CBN    |
| ۲۰۰۸                | ایسا پا لامنگ                                        | کاترین رامیرز / کیت دلا ریا                      | ABS-CBN    |
| ۲۰۰۹                | بُکاس پَا                                              | جولیا                                            | ABS-CBN    |
| ۲۰۱۰                | ب. ب. فیلیپین                                        | خودش / قاضی                                      | شبکه GMA   |
| ۲۰۱۰                | کلوئدین                                              | نقش‌های مختلف                                     | شبکه GMA   |
| ۲۰۱۰                | بانتای                                               | شیلا                                             | شبکه GMA   |
| ۲۰۱۰–۲۰۱۲           | داستان‌های ناشناخته                                   | زن مورد آزار                                     | تلویزیون ۵ |
| ۲۰۱۰–۲۰۱۱           | ناماماسکو پو                                         | لینت "لین" ریفرا                                 | شبکه GMA   |
| ۲۰۱۱                | شب‌های وحشتناک                                        | نقش‌های مختلف به عنوان میلا / امیلی / لارا / جیکی | شبکه GMA   |
| ۲۰۱۱                | ایگلوت                                               | ماریلا داسرای ریورا                              | شبکه GMA   |
| ۲۰۱۲                | بین قلب‌ها                                            | کلاریس بینیتس                                    | شبکه GMA   |
| ۲۰۱۲                | بیریتر                                               | کارملا ابسامیس                                   | شبکه GMA   |
| ۲۰۱۴                | نمایشگاه "رزا مِی"                                    | خودش / مهمان                                     | شبکه GMA   |
| ۲۰۱۵                | مالالا مو کایا: ایتاک                                | لینی                                             | ABS-CBN    |
| ۲۰۱۶                | مالالا مو کایا: پارک لونتا                           | لورینا                                           | ABS-CBN    |
| ۲۰۱۶                | چرا منابیس اینگ اولاپ؟                               | مارلا آلوارز                                     | تلویزیون ۵ |
| ۲۰۱۹                | Maalaala Mo Kaya: رقص زمین                           | ویویان کنانان                                    | ABS-CBN    |
| ۲۰۲۰                | زندگی واقعی                                          | خودش / مهمان                                     | تلویزیون ۵ |
| ۲۰۲۲                | آرزو کو لانگ: بیستا                                  | ماندا                                            | شبکه GMA   |
| ۲۰۲۲                | تادانا: هانگگنگ کیلان                                | دولورز "دولی" مونتمایور                          | شبکه GMA   |
| ۲۰۲۲                | لحظه‌ها                                               | خودش / مهمان                                     | شبکه ۲۵    |
| ۲۰۲۳–۲۰۲۴           | عاشقان و دروغگویان                                   | اولیویا "ویاً پریرا لورنتی                        | شبکه GMA   |
| ۲۰۲۴                | وایل                                                 | هلینا رمانو-آتیلانو                              | شبکه GMA   |